# Vyškov
Vyškov (deutsch Wischau) ist eine Stadt im Okres Vyškov in Tschechien. Sie liegt am Fuße des Drahaner Berglandes an der Haná.

## Geschichte

Vyškov/Wischau (1826)

Wischau wurde 1141 erstmals erwähnt, ab dieser Zeit gehörte es bis ins 18. Jahrhundert zum Bistum Olmütz. In der Mitte des 13. Jahrhunderts erhielt die Gemeinde Stadtrecht und entwickelte sich zu einer der bedeutendsten bischöflichen Städte. Mit der Anwerbung von Siedlern wurde die Stadt seitdem das Zentrum einer Wischauer Sprachinsel, deren Bewohner ab dem Ende des 19. Jahrhunderts allmählich assimiliert und ab 1945 nahezu vollständig vertrieben wurden.
1753 wurde das Stadtzentrum durch einen Brand zerstört. Nach der Besetzung durch französische Truppen im Dritten Koalitionskrieg kam es am 25. November 1805 zur Schlacht bei Wischau. In Wischau trafen daraufhin Zar Alexander und Kaiser Franz Joseph I. zusammen. 1903 wurde erstmals ein Tscheche zum Bürgermeister gewählt. 
Im Protektorat Böhmen und Mähren sollte die Stadt nach nationalsozialistischen Plänen das Zentrum einer deutschsprachigen Insel um den Truppenübungsplatz Wischau bilden. Deshalb wurden zwischen 1941 und 1945 in fünf Etappen insgesamt 33 Dörfer geräumt.
Die Stadt war bis 2004 Sitz der Hochschule des Heeres in Vyškov (Vysoká vojenská škola pozemního vojska ve Vyškově). Heute befindet sich hier das Institut für Schutz vor Massenvernichtungswaffen (Ústav ochrany proti zbraním hromadného ničení) der Nachfolger-Hochschule – der Universität für Verteidigung. Der Ortsteil Zouvalka wurde 2017 nach Prusy-Boškůvky ausgemeindet.

## Städtepartnerschaften
- Michalovce, Slowakei (1970)
- Döbeln, Deutschland (1992)
- Jarosław, Polen (2000)
- Virovitica, Kroatien (2001)
- Cognac, Frankreich (2016)

## Gemeindegliederung
Die Stadt Vyškov besteht aus den Ortsteilen Brňany (Bründlitz), Dědice (Dieditz), Hamiltony (Hamilton), Křečkovice (Kretschkowitz), Lhota, Nosálovice (Nosalowitz), Nouzka (Mels), Opatovice (Opatowitz), Pařezovice (Parschesowitz), Pazderna (Pazdierna), Rychtářov (Richtersdorf), Vyškov-Město und Vyškov-Předměstí.
Grundsiedlungseinheiten sind Brňany, Dědice, Dukelská, Hamiltony, Havlíčkova, Kačenec, Kozí Horka, Křečkovice, Legerní pole, Letní pole, Lhota, Marchanice, Marchanické pole před vodou, Marchanické pole za vodou, Marchanické Předměstí, Na Hraničkách, Nemocnice, Nosálovice, Nouzka, Nouzka-průmyslový obvod, Opatovice, Palánek, Pařezovice, Pololány, Rychtářov, Sídliště Hraničky, Sídliště Osvobození, Sídliště Víta Nejedlého, Sochorova, U nádraží, Vyškov-střed und Za nádražím.
Das Gemeindegebiet gliedert sich in die Katastralbezirke Dědice u Vyškova, Lhota, Opatovice u Vyškova, Rychtářov und Vyškov.

## Sehenswürdigkeiten
- Pestsäule (1719) auf dem Marktplatz
- Rathaus
- Römisch-katholische Kirche mit dem Patrozinium Mariä Himmelfahrt
- Schloss Vyškov
- Synagoge
- Jüdischer Friedhof

Bildergalerie
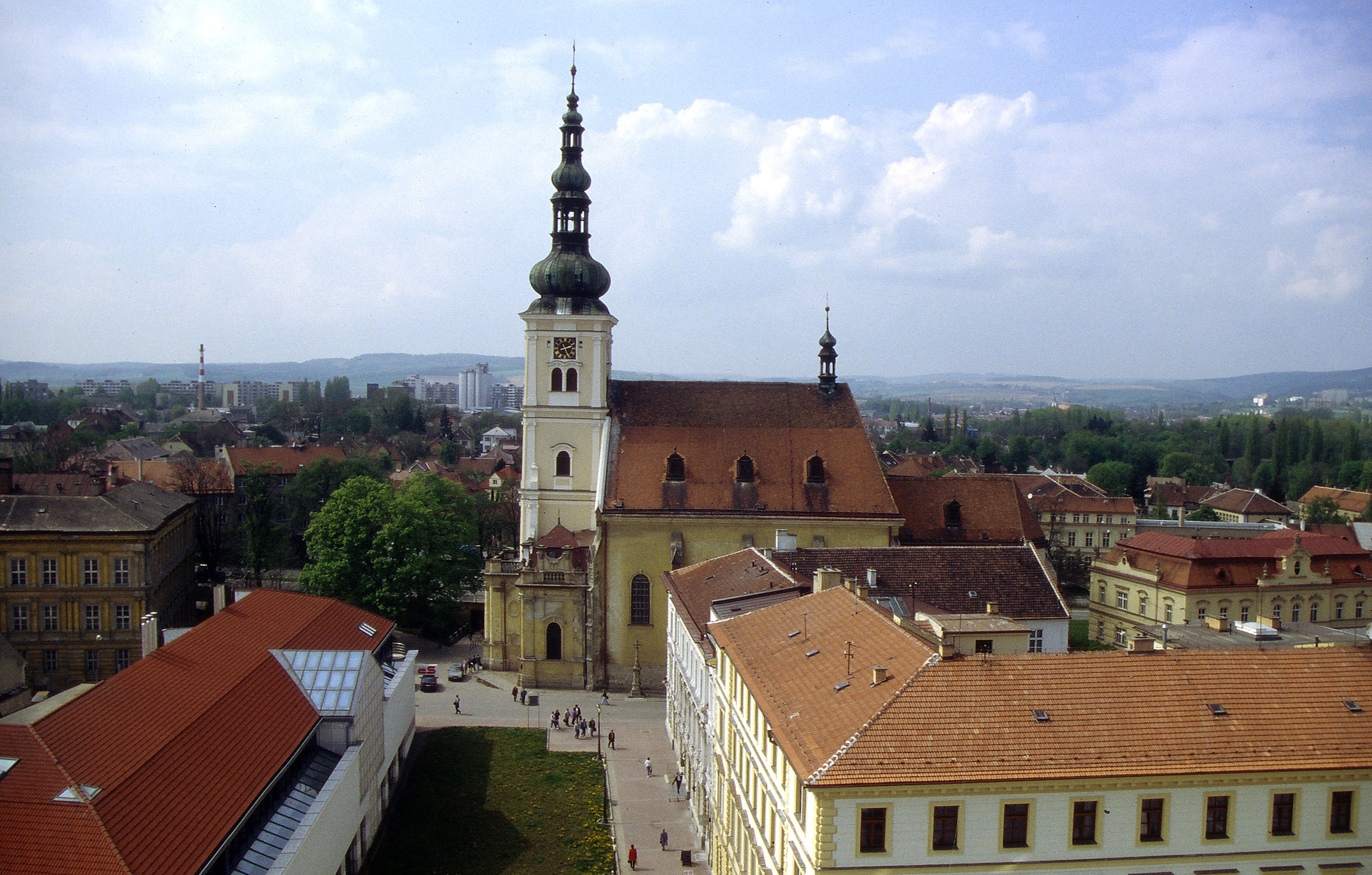
Blick über die Dächer, 1999
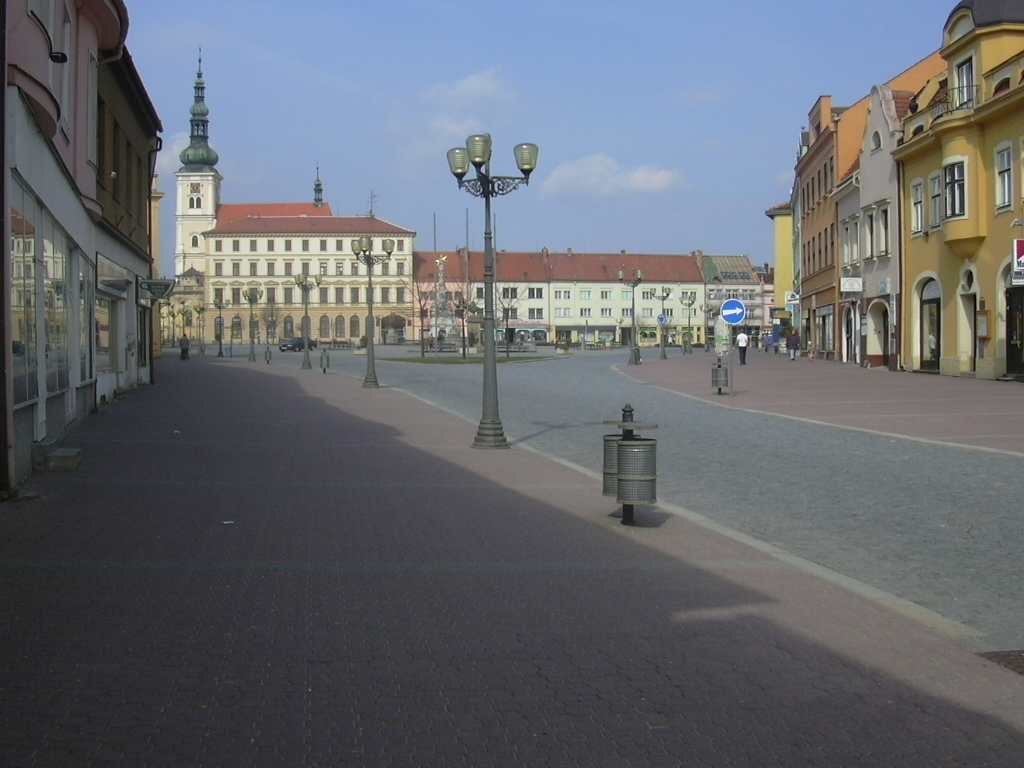
Kirche im Zentrum
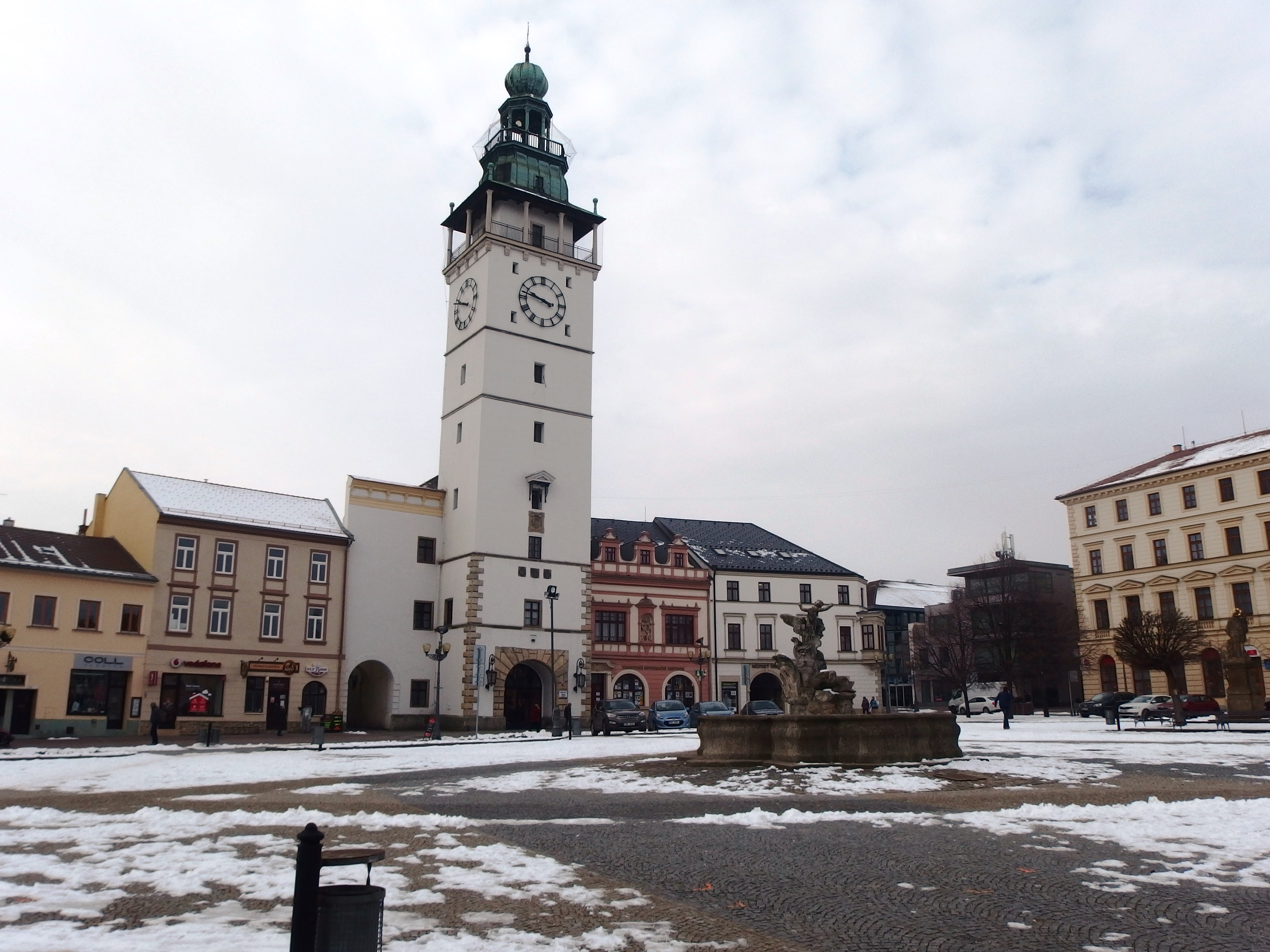
Platz Masarykovo náměstí mit Rathaus

## Söhne und Töchter der Stadt
- Friedrich von Kaunitz (1597–1627), Begründer der böhmischen Linie der Herren von Kaunitz
- Andreas Zelinka (1802–1868), Bürgermeister von Wien
- Alois Valenta (1830–1918), Arzt
- Bohumil Navrátil (1870–1936), Historiker, Archivar, Geschichtsprofessor
- Fritz Machatschek (1876–1957), Geograph und Hochschullehrer
- Klement Gottwald (1896–1953), kommunistischer Politiker
- Otto Planetta (1899–1934, in Wien hingerichtet), österreichischer Nationalsozialist und Attentäter
- Jan Anderle (1900–1982), Testpilot und Konstrukteur
- Vasa Hochmann (1904–1963), Schauspieler, Theaterregisseur und Hörspielsprecher
- Bohumír Štědroň (1905–1982), Musikwissenschaftler und Pianist
- Karel Kachyňa (1924–2004), Regisseur und Drehbuchautor
- Alois Piňos (1925–2008), Komponist und Musikpädagoge
- Boris Hybner (1941–2016), Pantomime, Schauspieler, Dramaturg und Regisseur
- Josef Mazura (* 1956), Fußballspieler und Fußballtrainer
- Tomáš Jan Podivínský (* 1969), Politiker und Diplomat
- Pavel Kolařík (* 1972), Eishockeyspieler
- Michal Grošek (* 1975), Eishockeyspieler
- Lada Kozlíková (* 1979), Radrennfahrerin
- Michal Kadlec (* 1984), Fußballspieler
- Michal Barinka (* 1984), Eishockeyspieler
- Filip Chlup (* 1985), Fußballspieler
- Robert Kousal (* 1990), Eishockeyspieler